# Обрушение ледника Мармолада
Обрушение ледника Мармолада — 3 июля 2022 года на горе Мармолада, расположенной в Доломитовых Альпах на границе регионов Трентино-Альто-Адидже и Венеция, на северо-востоке Италии, произошло обрушение серака. 11 человек погибли и 8 были ранены. Масштабное обрушение серака привело к одной из самых серьёзных катастроф в Альпах за последние десятилетия.
Перед обвалом в этом районе наблюдалась волна жары, а на вершине Мармолады была зафиксирована аномально высокая температура — около 10 °C. Обвал произошел возле Пунта Рокка на высоте 3309 метров, на маршруте, который используют альпинисты для подъёма на вершину.

## Обвал серака
Днём 3 июля, около 13:45, массивная лавина была спровоцирована сераком, который обрушился из-за высокой температуры, которая за день до трагедии достигла 10 °C. На высоте 2800 метров нижний конец ледника откололся. Ширина фрагмента составляла 80 метров, а высота — примерно 25 метров. Ледяные и скальные массы упали на несколько сотен метров вниз по северному склону на туристическую тропу, проходящую ниже к вершине, и на расстояние около 1,5 км до водохранилища Федая. На пешеходной тропе было много народу, так как обрушение произошло днём в воскресенье.
Горные спасатели описали произошедшее как чрезвычайное происшествие, которое нельзя сравнить с обычной лавиной. Согласно первоначальным предположениям, чрезвычайно высокие температуры предыдущих дней стали одним из факторов, приведших к катастрофе. На вершине горы за день до происшествия было зафиксировано 10 °C, а на вершине горы выпали осадки. Кроме того, за предыдущую зиму выпало гораздо меньше осадков, чем обычно, поэтому ледник не имел изолирующего слоя снега для защиты от солнца и высоких температур. Райнхольд Месснер расценил происшествие как следствие изменения климата. Гляциолог Георг Казер в своей первоначальной оценке также предположил, что талая вода проникла в ледник и скопилась под ним, в итоге послужив смазкой для ледяных масс.
Вскоре после обвала спасатели использовали тепловые дроны для поиска возможных выживших, а оставшихся в живых людей спускали со склона горы на вертолетах.

## Жертвы
Во время обвала, в котором погибли 11 альпинистов и ещё 8 получили травмы, было задействовано не менее пяти различных веревочных команд. Девять жертв (шесть мужчин, включая двух горных гидов, и три женщины) были итальянцами, двое — чехи. Шесть тел были найдены сразу после обрушения, седьмое — на следующий день, ещё два — через три дня после обрушения, и ещё два — на четвёртый день. Останки одиннадцатой и последней жертвы были идентифицированы с помощью анализа ДНК 9 июля.
Восемь пострадавших альпинистов, шесть итальянцев и два немца, были спасены на месте катастрофы и госпитализированы в больницы Тренто (27-летний итальянец, 29-летняя итальянка, 33-летний итальянец и 51-летняя итальянка), Тревизо (30-летний итальянец), Фельтре (67-летний немец), Беллуно (58-летняя немка) и Кавалезе, двое из которых находились в критическом состоянии.

## Последствия
Губернатор региона Венето Лука Дзайя сообщил, что альпийское спасательное подразделение поделилось с людьми номером экстренного вызова, по которому они могли позвонить, если их близкие не вернулись с экскурсий на горе.
На следующий день после аварии премьер-министр Италии Марио Драги посетил город Канацеи, где находился оперативный центр спасателей. Президент Серджо Маттарелла и другие высокопоставленные политики выразили свои соболезнования, а папа римский Франциск ответил призывом «найти новые пути, осознанные человечеством и природой» перед лицом изменения климата.